# 3D Baseball
3D Baseball è un videogioco sportivo di baseball sviluppato e pubblicato dalla Crystal Dynamics nel 1996 per PlayStation e Sega Saturn. Il videogioco è uscito in Nord America e in Giappone e all'epoca era considerato uno dei giochi più realistici di baseball.

## Modalità di gioco
Ci sono oltre 700 giocatori della major league inclusi con le proprie statistiche e posizioni di battuta (50 dei quali sono inclusi). La modalità stagione contiene una stagione completa di baseball, dove il giocatore può giocare ogni singola partita o semplicemente agire come direttore generale mentre i risultati della partita sono automatizzati. Giocare come direttore generale comporta la gestione della squadra, comprese attività come la scelta delle formazioni e la rotazione dei lanciatori, la sostituzione di battitori e corridori e lo scambio di giocatori e la creazione della propria squadra. I giocatori possono giocare una stagione breve o estesa o scegliere di giocare una partita arcade veloce contro il computer o un amico.